# Thierry Katembwe Mbala
Thierry Katembwe Mbala, né le 20 février 1980, à  Lubumbashi est un ingénieur et cadre en République démocratique du Congo (RDC). Il est actuellement le Coordonnateur Principal du Comité stratégique pour la supervision du projet d'extension de la Ville de Kinshasa (CSSPEVK), un organisme gouvernemental, chargé de superviser la construction d'une nouvelle ville, Kinshasa Kia Mona, dans la commune de Maluku.

## Biographie
Thierry Katembwe Mbala est né le 20 février 1980, en République démocratique du Congo, il est ingénieur en construction et homme politique. Il est marié et père de quatre enfants.

### Formation
En 1997, Thierry Katembwe Mbala a obtenu son diplôme d'état en mathématique physique à l'institut Maadini de la Gecamines à Lubumbashi.
En 2004, il a décroché son diplôme d’ingénieur en construction industrielle à l’université de Lubumbashi, en république démocratique du Congo.
Thierry Katembwe Mbala a complété son parcours académique par deux MBA post-universitaires :
- En 2018, un MBA en intelligence économique.
- En 2019, un MBA en développement africain, délivrés par AMM Research Global - Institute of Management London (en).

## Carrière

### Carrière professionnelle
Depuis janvier 2024, Thierry Katembwe Mbala occupe le poste de coordonnateur principal du comité stratégique de supervision du projet d'extension de la ville de Kinshasa (CSSPEVK).
Ce comité a été créé par décret numéro 23/35 pour superviser le projet d’extension de la ville de Kinshasa, une initiative visant à décongestionner la capitale actuelle et à répondre aux défis modernes en matière d’urbanisation et de développement durable.
Ses fonctions au sein du CSSPEVK incluent :
- La coordination des travaux liés à la construction de la nouvelle ville[5] ;
- La mobilisation des investisseurs nationaux et internationaux en provenance de divers pays[6], tels que les USA, la Chine[7], Belgique[8], Grèce[9], Émirats Arabes Unis[10], Inde, Afrique du Sud[11],[12], et Égypte ;
- La planification stratégique et le suivi du projet pour garantir sa conformité avec les normes internationales.

### Postes précédents
Avant d’être nommé au CSSPEVK, Thierry Katembwe Mbala a occupé plusieurs fonctions de direction :

#### En République Démocratique du Congo
1. Administrateur Directeur Général de WEZA Investissement[13] ;
2. Président Délégué Général de la Compagnie Africaine de Construction (CAC)[14] ;
3. Administrateur au sein de The Oloid Group.

Il a également travaillé pour des entreprises internationales reconnues, notamment :
- Pact-Congo - USAID : Programme américain de développement des infrastructures de base[15]

#### En République du Congo
Il a également travaillé pour des entreprises internationales reconnues, notamment :
1. Terascom : Société de bâtiment et travaux publics[16].
2. Représentant légal de Philips Healthcare au Congo-Brazzaville[17].
3. Président de l'action humanitaire ONG Flame[18].

#### Distinctions
- Trophée de la meilleure entreprise de construction au Congo-Brazzaville (2018).
- Prix de mérite en construction en République Démocratique du Congo (2023).
- Décoré en tant que "Soldat des infrastructures" (2024) pour ses contributions remarquables dans le domaine des infrastructures en Afrique[19].

### Projet Kinshasa Kia Mona
Sous sa supervision, le projet Kinshasa Kia Mona vise à construire une nouvelle ville moderne et durable sur une superficie de 43 000 hectares dans la commune de Maluku. Ce projet fait partie d’un effort plus large visant à moderniser les villes en la RDC et à résoudre les problèmes de congestion urbaine à Kinshasa,,,.

### Ouvrage
- 2004 : Étude sur la détérioration des routes, cas de la route Lubumbashi-Kasumbalesa[24]